# 桂湖街道
桂湖街道是中华人民共和国四川省成都市新都区下辖的一个街道办事处。

## 行政区划
桂湖街道下辖以下村级行政区划单位：
宝光社区、施营社区、桂西路社区、湖滨路社区、金都街社区、西北社区、瓦店社区、团结社区、汉城社区、新东社区、锦水苑社区、新兴社区、毗河社区、状元社区、桂中社区、谕亭社区、桂东社区、五里村、高架村、督桥河村、封赐村、天元村、燕塘村、五桂村、新桥村、天官村、双慈村。